# 2016-os labdarúgó-Európa-bajnokság (selejtező – C csoport)
A 2016-os labdarúgó-Európa-bajnokság selejtezőjének C csoportjának mérkőzéseit tartalmazó lapja.
A csoportban hat válogatott, Spanyolország, Ukrajna, Szlovákia, Fehéroroszország, Macedónia és Luxemburg szerepelt. A csoportból Spanyolország és Szlovákia jutott ki az Európa-bajnokságra. Ukrajna pótselejtezőt játszik.

## Tabella
| Hely. | Csapat           | M  | Gy | D | V | G+ | G– | Gk  | P  | Továbbjutás                           |     | Spanyolország | Szlovákia | Ukrajna | Fehéroroszország | Luxemburg | Észak-Macedónia |
| ----- | ---------------- | -- | -- | - | - | -- | -- | --- | -- | ------------------------------------- | --- | ------------- | --------- | ------- | ---------------- | --------- | --------------- |
| 1.    | Spanyolország    | 10 | 9  | 0 | 1 | 23 | 3  | +20 | 27 | Kijutott a 2016-os Európa-bajnokságra |     | —             | 2–0       | 1–0     | 3–0              | 4–0       | 5–1             |
| 2.    | Szlovákia        | 10 | 7  | 1 | 2 | 17 | 8  | +9  | 22 | Kijutott a 2016-os Európa-bajnokságra |     | 2–1           | —         | 0–0     | 0–1              | 3–0       | 2–1             |
| 3.    | Ukrajna          | 10 | 6  | 1 | 3 | 14 | 4  | +10 | 19 | Pótselejtezőbe került                 |     | 0–1           | 0–1       | —       | 3–1              | 3–0       | 1–0             |
| 4.    | Fehéroroszország | 10 | 3  | 2 | 5 | 8  | 14 | −6  | 11 |                                       |     | 0–1           | 1–3       | 0–2     | —                | 2–0       | 0–0             |
| 5.    | Luxemburg        | 10 | 1  | 1 | 8 | 6  | 27 | −21 | 4  |                                       | 0–4 | 2–4           | 0–3       | 1–1     | —                | 1–0       |                 |
| 6.    | Macedónia        | 10 | 1  | 1 | 8 | 6  | 18 | −12 | 4  |                                       | 0–1 | 0–2           | 0–2       | 1–2     | 3–2              | —         |                 |

1. 1 2  Az egymás elleni pontszám (3) és az egymás elleni gólkülönbség (0) döntetlen. Egymás ellen, idegenben szerzett gólok: Luxemburg 2, Macedónia 0.

## Mérkőzések
Az időpontok közép-európai idő szerint értendők.
| 2014. szeptember 8. 20:45 |

| Luxemburg  | 1–1               | Fehéroroszország |
| ---------- | ----------------- | ---------------- |
| Gerson 42' | (1–0) Jegyzőkönyv | Drahun 78'       |

| Stade Josy Barthel, Luxembourg Játékvezető: Gediminas Mažeika (litván) |

| 2014. szeptember 8. 20:45 |

| Spanyolország                                                                    | 5–1               | Macedónia              |
| -------------------------------------------------------------------------------- | ----------------- | ---------------------- |
| Ramos 16' (11-esből) Paco Alcácer 17' Busquets 45+3' David Silva 50' Pedro 90+1' | (3–1) Jegyzőkönyv | Ibraimi 28' (11-esből) |

| Estadi Ciutat de València, Valencia Játékvezető: Anasztásziosz Szidirópulosz (görög) |

| 2014. szeptember 8. 20:45 |

| Ukrajna | 0–1               | Szlovákia |
| ------- | ----------------- | --------- |
|         | (0–1) Jegyzőkönyv | Mak 17'   |

| Olimpiai Stadion, Kijev Játékvezető: Craig Thomson (skót) |

| 2014. október 9. 20:45 |

| Fehéroroszország | 0–2               | Ukrajna                                 |
| ---------------- | ----------------- | --------------------------------------- |
|                  | (0–0) Jegyzőkönyv | Martynovich 82' (öngól) Sydorchuk 90+3' |

| Borisov Arena, Bariszav Játékvezető: Pol van Boekel (holland) |

| 2014. október 9. 20:45 |

| Macedónia                                               | 3–2               | Luxemburg            |
| ------------------------------------------------------- | ----------------- | -------------------- |
| Trajkovszki 20' Jahović 66' (11-esből) Abdurahimi 90+2' | (1–2) Jegyzőkönyv | Bensi 39' Turpel 44' |

| Philip II Arena, Szkopje Játékvezető: Paolo Mazzoleni (olasz) |

| 2014. október 9. 20:45 |

| Szlovákia           | 2–1               | Spanyolország |
| ------------------- | ----------------- | ------------- |
| Kucka 17' Stoch 87' | (1–0) Jegyzőkönyv | Alcácer 82'   |

| Štadión pod Dubňom, Zsolna Játékvezető: Björn Kuipers (holland) |

| 2014. október 12. 18:00 |

| Ukrajna         | 1–0               | Macedónia |
| --------------- | ----------------- | --------- |
| Sydorchuk 45+2' | (1–0) Jegyzőkönyv |           |

| Arena Lviv, Lviv Játékvezető: Sébastien Delferiere (belga) |

| 2014. október 12. 20:45 |

| Fehéroroszország | 1–3               | Szlovákia                   |
| ---------------- | ----------------- | --------------------------- |
| Kalachev 79'     | (0–0) Jegyzőkönyv | Hamšík 65' 84' Šesták 90+1' |

| Borisov Arena, Bariszav Játékvezető: Serge Gumienny (belga) |

| 2014. október 12. 20:45 |

| Luxemburg | 0–4               | Spanyolország                              |
| --------- | ----------------- | ------------------------------------------ |
|           | (0–2) Jegyzőkönyv | Silva 27' Alcácer 42' Costa 69' Bernat 88' |

| Stade Josy Barthel, Luxembourg Játékvezető: Paweł Gil (lengyel) |

| 2014. november 15. 18:00 |

| Luxemburg | 0–3               | Ukrajna                |
| --------- | ----------------- | ---------------------- |
|           | (0–1) Jegyzőkönyv | Yarmolenko 33' 53' 56' |

| Stade Josy Barthel, Luxembourg Játékvezető: Kristinn Jakobsson (izlandi) |

| 2014. november 15. 20:45 |

| Macedónia | 0–2               | Szlovákia           |
| --------- | ----------------- | ------------------- |
|           | (0–2) Jegyzőkönyv | Kucka 25' Nemec 38' |

| Philip II Arena, Szkopje Játékvezető: Pedro Proença (portugál) |

| 2014. november 15. 20:45 |

| Spanyolország                   | 3–0               | Fehéroroszország |
| ------------------------------- | ----------------- | ---------------- |
| Isco 18' Busquets 19' Pedro 55' | (2–0) Jegyzőkönyv |                  |

| Nuevo Colombino, Huelva Játékvezető: Kenn Hansen (dán) |

| 2015. március 27. 20:45 |

| Macedónia      | 1–2               | Fehéroroszország            |
| -------------- | ----------------- | --------------------------- |
| Trajkovszki 9' | (1–1) Jegyzőkönyv | Kalachev 44' Kornilenko 82' |

| Philip II Arena, Szkopje Játékvezető: Anthony Taylor (angol) |

| 2015. március 27. 20:45 |

| Szlovákia                       | 3–0               | Luxemburg |
| ------------------------------- | ----------------- | --------- |
| Nemec 10' Weiss 21' Pekarík 40' | (3–0) Jegyzőkönyv |           |

| Štadión pod Dubňom, Zsolna Játékvezető: Stephan Studer (svájci) |

| 2015. március 27. 20:45 |

| Spanyolország | 1–0               | Ukrajna |
| ------------- | ----------------- | ------- |
| Morata 28'    | (1–0) Jegyzőkönyv |         |

| Ramón Sánchez-Pizjuán, Sevilla Játékvezető: Cüneyt Çakır (török) |

| 2015. június 14. 18:00 |

| Ukrajna                                 | 3–0               | Luxemburg |
| --------------------------------------- | ----------------- | --------- |
| Kravets 49' Harmash 57' Konoplyanka 86' | (0–0) Jegyzőkönyv |           |

| Arena Lviv, Lviv Nézőszám: 21 635 Játékvezető: Arnold Hunter (északír) |

| 2015. június 14. 20:45 |

| Fehéroroszország | 0–1               | Spanyolország |
| ---------------- | ----------------- | ------------- |
|                  | (0–1) Jegyzőkönyv | Silva 45'     |

| Borisov Arena, Bariszav Nézőszám: 13 121 Játékvezető: Robert Schörgenhofer (osztrák) |

| 2015. június 14. 20:45 |

| Szlovákia            | 2–1               | Macedónia |
| -------------------- | ----------------- | --------- |
| Saláta 8' Hamšík 38' | (2–0) Jegyzőkönyv | Ademi 69' |

| Štadión pod Dubňom, Zsolna Nézőszám: 10 765 Játékvezető: Kenn Hansen (dán) |

| 2015. szeptember 5. 18:00 |

| Luxemburg   | 1–0               | Macedónia |
| ----------- | ----------------- | --------- |
| Thill 90+2' | (0–0) Jegyzőkönyv |           |

| Stade Josy Barthel, Luxembourg Játékvezető: Simon Lee Evans (walesi) |

| 2015. szeptember 5. 18:00 |

| Ukrajna                                              | 3–1               | Fehéroroszország          |
| ---------------------------------------------------- | ----------------- | ------------------------- |
| Kravets 7' Yarmolenko 30' Konoplyanka 40' (11-esből) | (3–0) Jegyzőkönyv | Kornilenko 62' (11-esből) |

| Arena Lviv, Lviv Játékvezető: Liran Liany (izraeli) |

| 2015. szeptember 5. 20:45 |

| Spanyolország                  | 2–0               | Szlovákia |
| ------------------------------ | ----------------- | --------- |
| Alba 5' Iniesta 30' (11-esből) | (2–0) Jegyzőkönyv |           |

| Carlos Tartiere, Oviedo Játékvezető: Damir Skomina (szlovén) |

| 2015. szeptember 8. 20:45 |

| Fehéroroszország   | 2–0               | Luxemburg |
| ------------------ | ----------------- | --------- |
| Gordeichuk 34' 62' | (1–0) Jegyzőkönyv |           |

| Borisov Arena, Bariszav Játékvezető: Slavko Vinčić (szlovén) |

| 2015. szeptember 8. 20:45 |

| Macedónia | 0–1               | Spanyolország       |
| --------- | ----------------- | ------------------- |
|           | (0–1) Jegyzőkönyv | Pačovski 8' (öngól) |

| Philip II Arena, Szkopje Játékvezető: Paolo Tagliavento (olasz) |

| 2015. szeptember 8. 20:45 |

| Szlovákia | 0–0         | Ukrajna |
| --------- | ----------- | ------- |
|           | Jegyzőkönyv |         |

| Štadión pod Dubňom, Zsolna Játékvezető: Martin Atkinson (angol) |

| 2015. október 9. 20:45 |

| Macedónia | 0–2         | Ukrajna                              |
| --------- | ----------- | ------------------------------------ |
|           | Jegyzőkönyv | Seleznyov 59' (11-esből) Kravets 87' |

| Nacionalna Arena Filip II Makedonski, Szkopje Játékvezető: Ovidiu Hațegan (román) |

| 2015. október 9. 20:45 |

| Szlovákia | 0–1               | Fehéroroszország           |
| --------- | ----------------- | -------------------------- |
|           | (0–1) Jegyzőkönyv | Dragun 34' Martynovich 65′ |

| Štadión MŠK Žilina, Zsolna Játékvezető: Hüseyin Göçek (török) |

| 2015. október 9. 20:45 |

| Spanyolország                   | 4–0         | Luxemburg |
| ------------------------------- | ----------- | --------- |
| Cazorla 47' 85' Alcácer 67' 80' | Jegyzőkönyv |           |

| Estadio Municipal Las Gaunas, Logrono Játékvezető: Sébastien Delferiere (belga) |

| 2015. október 12. 20:45 |

| Fehéroroszország | 0–0         | Macedónia |
| ---------------- | ----------- | --------- |
|                  | Jegyzőkönyv |           |

| Borisov Arena, Bariszav Játékvezető: Christian Dingert (német) |

| 2015. október 12. 20:45 |

| Luxemburg                        | 2–4               | Szlovákia                          |
| -------------------------------- | ----------------- | ---------------------------------- |
| Mutsch 61' Gerson 65' (11-esből) | (0–3) Jegyzőkönyv | Hamšík 24' 90+1' Nemec 29' Mak 30' |

| Stade Josy Barthel, Luxembourg Játékvezető: Oliver Drachta (osztrák) |

| 2015. október 12. 20:45 |

| Ukrajna | 0–1               | Spanyolország |
| ------- | ----------------- | ------------- |
|         | (0–1) Jegyzőkönyv | Gaspar 22'    |

| Olympic Stadium, Kijev Játékvezető: Milorad Mažić (szerb) |